# Ceratinopsis guerrerensis
Ceratinopsis guerrerensis là một loài nhện trong họ Linyphiidae.
Loài này thuộc chi Ceratinopsis. Ceratinopsis guerrerensis được Willis J. Gertsch & Michael Davis miêu tả năm 1937.